# Chifón (tejido)

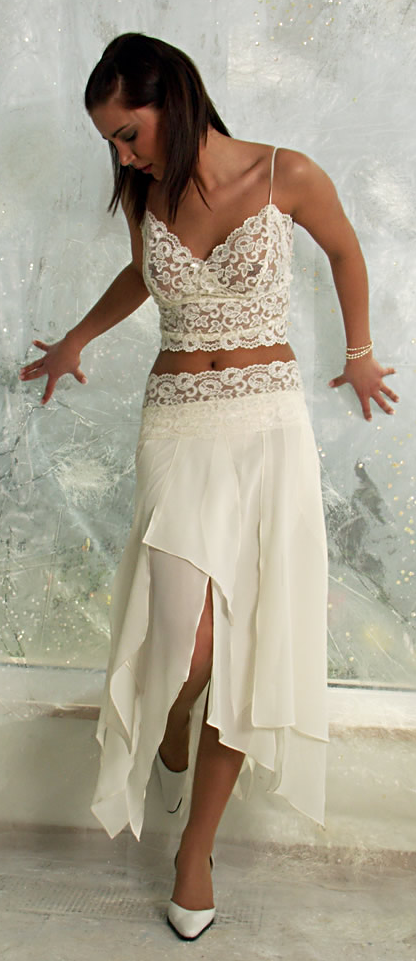
Parte superior o cuerpo de encaje de guipur y falda de chifón, 2007.

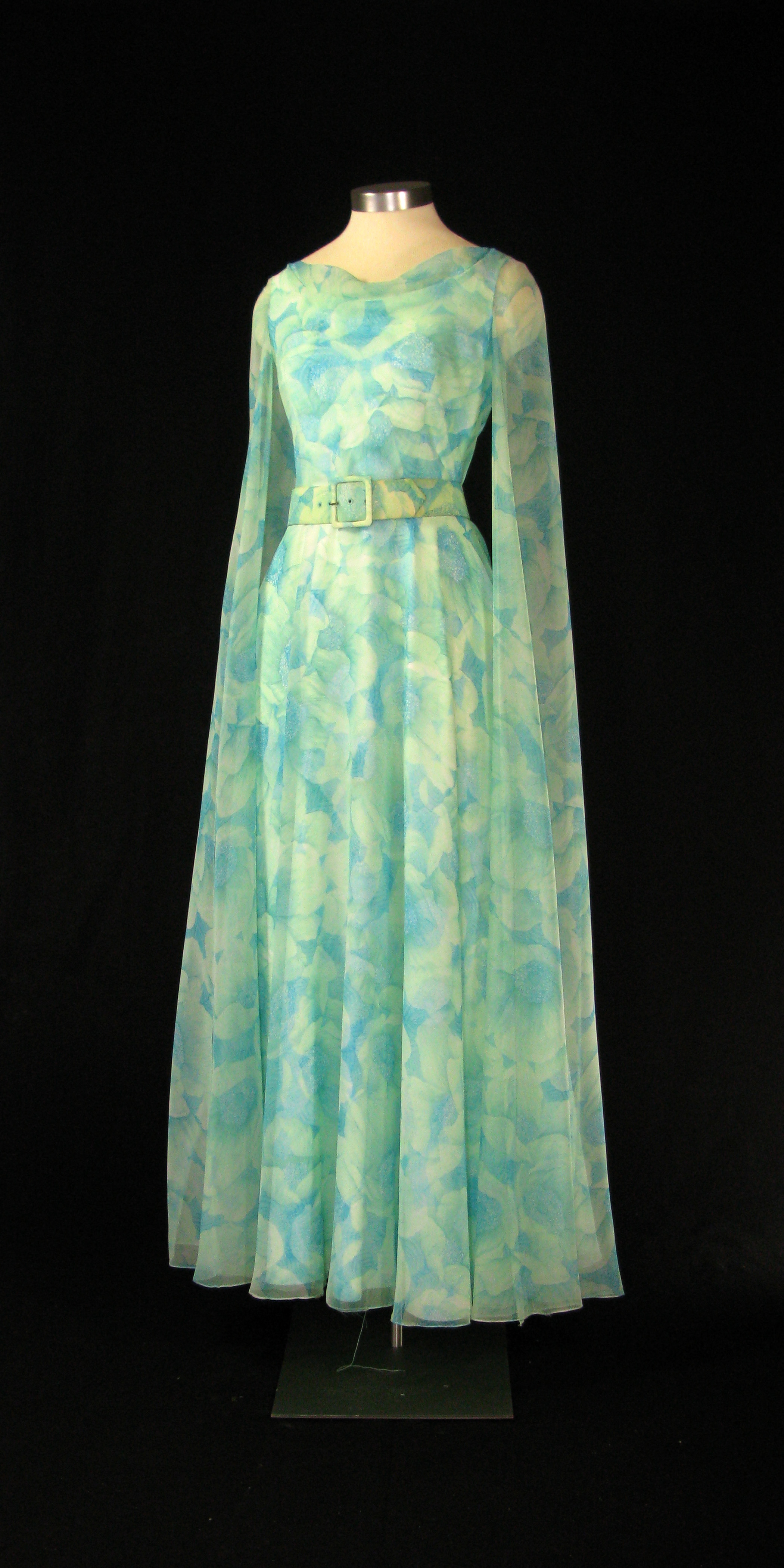
Vestido largo de noche realizado en chifón para la primera dama Betty Ford, que lo lució el 17 de mayo de 1976.

Se denomina chifón (del francés chiffon, ‘tela, género’) a una tela muy liviana, de confección plana equilibrada y elaborada utilizando hilos crepé (de elevado retorcimiento) hilado con retorcido S y Z. El retorcimiento de los hilos utilizados en la confección del crepé frunce levemente la tela en ambas direcciones, otorgándole una cierta elasticidad y sensación algo áspera al tacto.
El chifón se fabrica a partir de algodón, seda o fibras sintéticas. El chifón se puede teñir con cualquier tono, pero el chifón fabricado con poliéster es difícil de teñir. Vista bajo una lupa la tela es similar a una red fina o malla lo cual le otorga al chifón sus propiedades traslúcidas.
El chifón es muy utilizado para confeccionar vestimentas para la noche, especialmente como cubiertas, para darle una apariencia elegante y etérea a la capa. Es también una tela muy utilizada para fabricar blusas, cintas, bufandas y lencería. Al igual que otras telas crepé, el chifón es algo difícil de trabajar a causa de ser sumamente liviana y con una textura sedosa. Debido a su naturaleza delicada, el chifón debe ser lavado a mano con precaución.
Dado que el chifón es una tela liviana que se deshilacha muy fácilmente, es preciso realizarle dobladillos para evitar que la tela se deshilache. El chifón es más suave y más lustroso que una tela similar denominada georgette.

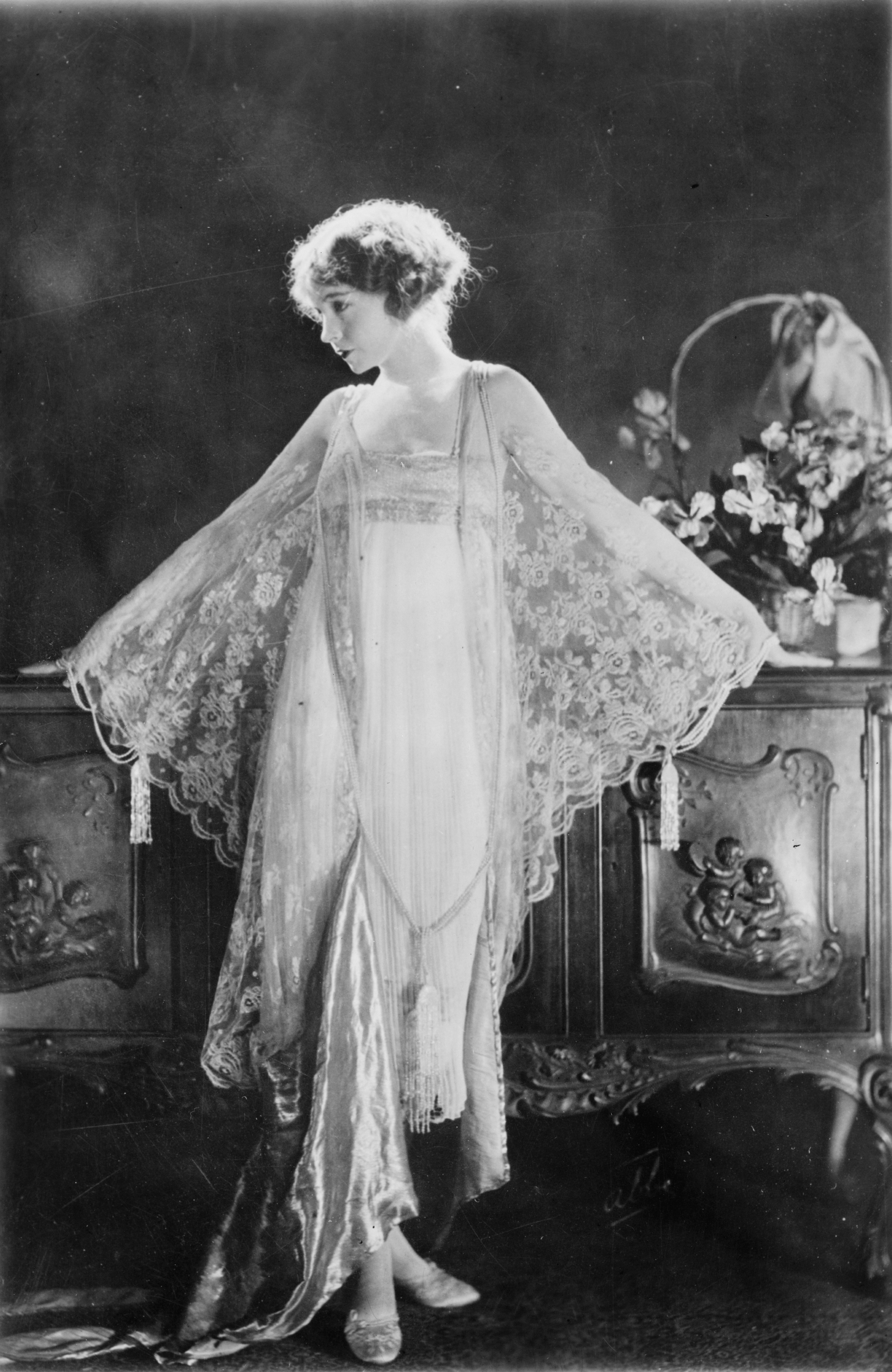
Lillian Gish fotografiada con un vestido rosa de chifón y encaje, 1922.
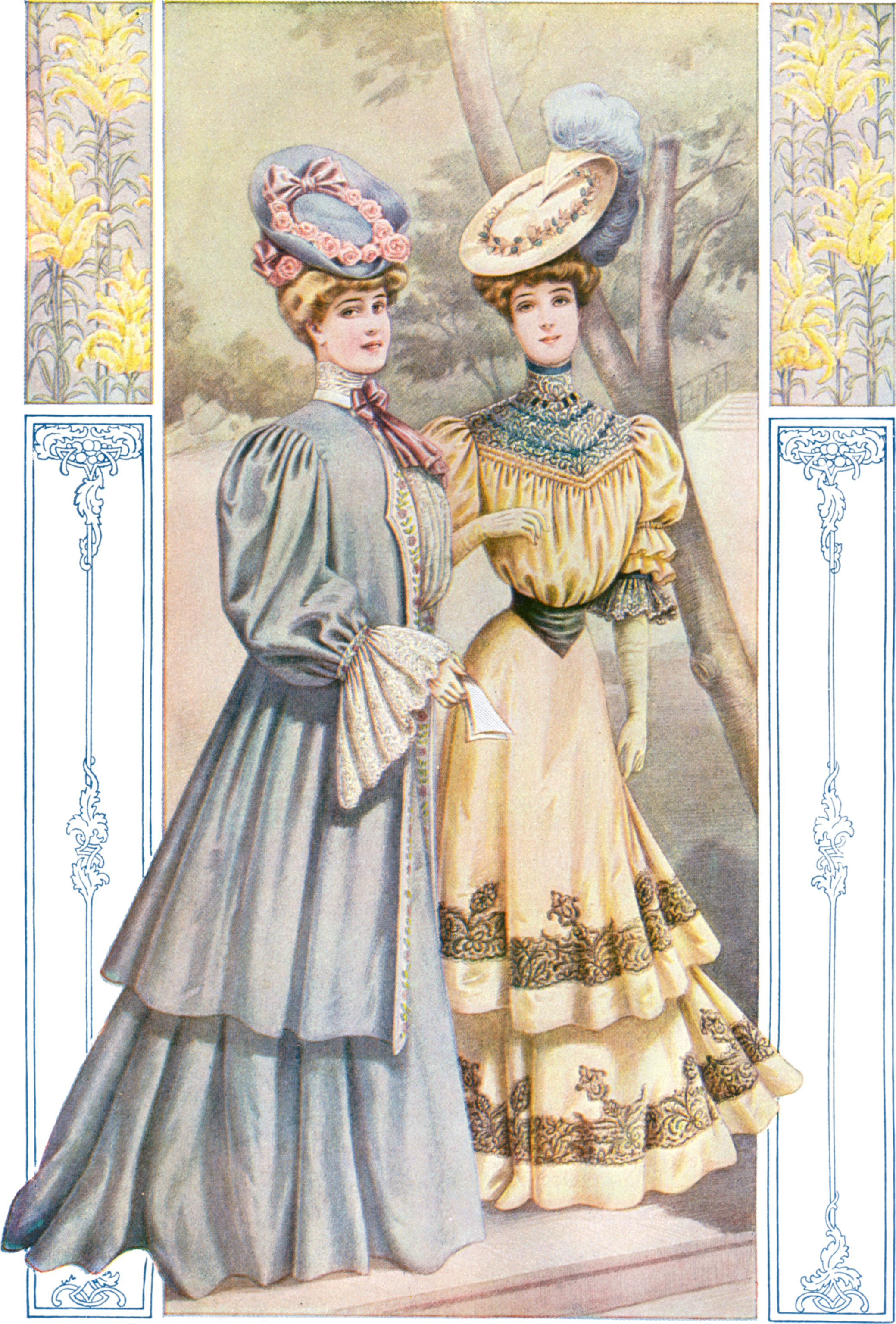
Abrigo de tarde de chifón, a la izquierda, en un catálogo de moda de 1905.